# Seznam produktů Google
Tento seznam zahrnuje všechny produkty společnosti Google pro počítač (klientské), mobilní telefon a webové aplikace. Některé produkty mohou být v beta verzi, proto se na ně není možno plně spolehnout. Tento seznam obsahuje i všechny výrobky, které byly nebo jsou použity a nebo se přejmenovaly. Funkce v rámci vyhledávání nejsou uvedeny. Data v tomto seznamu nemusejí být v současné době aktuální.

## Operační systémy
Chrome OSNa Linuxu založený operační systém od společnosti Google, využívající webové aplikace. Běží na Chromebooku a nebo nettop "Chromebox".
TVTelevizní systém běžící na platformě Android, využívající technologii smart, která kombinuje standardní televizi a internet.

## Klientské aplikace
AdWords Editor (Mac OS X, Windows 2000 SP3+, XP, Vista)Desktopová aplikace pro správu AdWords účtu, kde mohou uživatelé provádět změny na jejich účtu a reklamních kampaním ještě před synchronizací s webem.
Chrome (Windows XP, Vista, 7, Linux (konkrétně Debian- and Red Hat/Fedora), Mac OS X)Rychlý a moderní webový prohlížeč
Earth (Linux, Mac OS X, Windows 2000, XP, Vista, 7, iPhone, iPad, Android)Virtuální 3D model země, který využívá satelitní snímky a letecké snímky.
Gmail Notifier (Mac OS X, Windows 2000, XP)Upozorňuje uživatele na nové zprávy z Gmailu.
IME (Windows XP, Vista, 7)Program umožňující napsání čínských a jiných speciálních znaků prostřednictvím standardní klávesnice.
Picasa (Mac OS X, Linux, Windows 2000, XP, Vista, 7)Aplikace na prohlížení, úpravu a sdílení digitálních fotografií online.
Picasa Webové album (Mac OS X)Webová verze aplikace Picasa, umožňující prohlížení fotek online v internetovém prohlížeči.
Pinyin (Windows 2000, XP, Vista) (Google China)Input Method Editor that is used to convert Chinese Pinyin characters, which can be entered on Western-style keyboards, to Chinese characters.
SketchUp (Mac OS X, Windows 2000, XP, Vista, 7)Nástroj pro snadné vytváření 3D modelů a následné vložení do Google Earth.
Toolbar (Firefox, Internet Explorer)Lištička, která se dá vložit do webového prohlížeče
Visigami (Mac OS X Leopard)Vyhledávač spořičů obrazovky využívající Google Images, Picasa a Flickr.

## Mobilní aplikace

### Webové aplikace
Tyto produkty lze využívat přes mobilní prohlížeč k internetu, zejména na chytrých telefonech.
Blogger MobileNástroj pro snadné psaní článku do blogu
KalendářKlasický kalendář s možností psaní poznámek.
Google DocsProhlížení dokumentů na mobilu.
GmailPřístup k emailu z mobilního prohlížeče, umožňuje čtení a posílání zpráv.
iGoogleMobilní verze iGoogle, kam lze přidat další moduly
LatitudeGoogle Latitude Nástroj co vám prozradí polohu vašich přátel a zobrazí na Google Maps.
MobilizerZmenšení webových stránek, aby je uměl zobrazit i mobilní prohlížeč
NovinkyČtení aktuálního dění doma i ve světě.
OrkutSociální síť
Webová alba PicasaProhlížení fotek v mobilním prohlížeči.
ReaderSledování RSS čteček v mobilním prohlížeči.
PeněženkaAndroid aplikace, přes kterou jde v USA platit.

### Samostatné aplikace
Tyto aplikace si musíte stáhnout a spustit přímo v mobilním zařízení se systémem Android.
Knihy (Android, iOS)(Pouze v USA) Stažení elektronických knížek do mobilu či tabletu a jejich následné čtení offline.
GmailAplikace, která má oproti webové tu výhodu, že si můžete číst emaily i offline.
Hudba (Android, Mobile; z Google Labs)Stažení a poslouchání hudby.
Mapy (Android, BlackBerry, Windows Mobile, iOS, Symbian, Palm OS, Palm WebOS, a J2ME)Mobilní verze internetových map s možností navigace a určení vaší zeměpisné polohy podle GPS nebo vysílačů.
Reader (Android)Klasická RSS čtečka pro Android.
Nakupování (Android, iOS)Aplikace pro snadné nákupy.
Mapa vesmíru  (Android, Mobile)Mapa vesmírné oblohy.
SyncSynchronizace více mobilních telefonů s použitím účtu Google.
Talk (Android, BlackBerry, iOS)Aplikace pro hlasový i psaný chat.
Překladač (Android, iOS)Okamžitý překlad mezi mnoha jazyky.
YouTubeAplikace pro prohlížení videí na YouTube.

## Web
Tyto produkty jsou dostupné pouze přes webový prohlížeč.

### Správce účtu
DeskaNabízí jednoduchý pohled na data spojená s účtem Google.
Stahovač účtuUmožňuje uživateli stáhnout kopii jeho / její data uložená v rámci produktů Google.

### Reklama
AdMobMobilní reklamní síť.
AdSenseTextová webová reklama
AdsInzerce na internetu při hledání
TV reklamaMožnost umístění reklamy v televizi.

### Komunikace a publikování
3D WarehouseJe galerie 3D objektů, kde najdete 3D modely vytvořené aplikací Sketch up.
AplikaceVlastní aplikace v rámci domény, představuje Gmail a další služby Google.
BloggerNástroj pro snadné publikování novinek a článků na vašem blogu.
KalendářPřehledný kalendář s možností psaní poznámek.
DokumentyVytvářejte dokumenty, tabulky a prezentace online.
Gmail (Také nazývaný Google Mail)Email zdarma s prostorem 7 GB, snadné ovládání a podpora spousty plug-inů.
goo.glZkracovač dlouhých internetových adres.
Google+Nová sociální síť.
iGoogleMožnost úpravy stránky Google s pomocí mnoha boxíků.
KnolSlužba na psaní článků.
OrkutSociální síť, která však má mnimum aktivních uživatelů.
PanoramioFotografie z celého světa.
Picasa Web AlbumProhlížení fotografií z programu Picasa online.
PicnikEditor na úpravu fotografií online.
ProfilyInformace o jednotlivých uživatelů Google.
SMS reader (Pouze v Indii)Založeno v Září 2008, umožňuje sledování RSS s pomocí SMS.
Webové fontyKatalog počítačových fontů písma.
YouTubeSlužba pro snadné sdílení a přehrávání videí online.

### Zatím ve vývoji
App EngineNástroj, který umožňuje vývojářům psát a spouštět webové aplikace.
DartJedná se o strukturovaný programovací jazyk vyvinutý společností Google, který má nahradit javascript.
GoProgramovací jazyk
OpenSocialSoubor společných API pro vytváření společenských aplikací na mnoha internetových stránkách.
Rychlé stránkyNástroj pro pomoc vývojářům optimalizovat rychlost svých webových stránkách.
SwiffyNástroj, který převádí Adobe Flash soubory (SWF) do HTML5.
Web ToolkitOpen source software Java framework pro vývoj, který umožňuje vývojářům vytvářet webové aplikace AJAX v Javě.
Nástroje pro webmastery (Dříve Sitemaps)Spousta nástrojů pro optimalizaci stránek.

### Mapování
Lidské tělo 3D model lidského těla.
Modelování budovNástroj pro vytvoření 3D objektů pro Google Earth z fotografií.
Map MakerMožnost úpravy a nebo vytvoření vlastní mapy na místech, kde nejsou mapové data k dispozici.
MapyNástroj pro hledání v mapách.
Mars3D model Marsu, podobný Google Earth.
Měsíc3D model Měsíce.
Mapa oblohyInteraktivní mapa oblohy
DopravaInformace o hromadné dopravě, hledání spojů.

### Vyhledávání
Přístupné hledáníNástroj pro hledání i pro zrakově postižené.
UpozorněníEmailové upozornění na nové výsledky při hledání konkrétního dotazu.
Hledání blogůProhledávání blogových zápisků
Knihy
Vyhledávání mezi naskenovanými knihy.
Vyhledávání kóduVyhledávání kódů v mnoha jazycích po internetu.
Vlastní hledáníMožnost vytvoření vlastního vyhledávače a umístění na web.
FinanceProhledávání kurzů mezi měnami, přehledné grafy.
ObrázkyProhledávání mezi obrázky.
PatentyProhledávání mezi patenty.

### Statistiky
AnalytikaSledování oblíbenosti a navštěvovanosti vašich stránek.
TabulkyNástroj pro sběr a vizualizaci libovolných dat.

## Hardware
MiniZvýšení výkonu počítače.
Nexus OneSmartphone se systémem Android
Nexus SSmartphone se systémem Android, verze 2.3

## Služby
Veřejný DNSVeřejně dostupné DNS servery Google.

## Hry a Doodle
Google nabízí několik her přímo ve vyhledávání:
- Snake
- Snake v Google Maps
- Piškvorky
- Solitaire

Google ke speciálním příležitostem dělá takzvaný Doodle.

## Zrušené aplikace
Tyto aplikace jsou již zrušeny a nebo je Google nepodporuje.